# Wesley Lautoa
Wesley Lautoa, né le 25 août 1987 à Épernay (Marne), est un footballeur français originaire de Nouvelle-Calédonie et Wallis-et-Futuna. Il évolue au poste de défenseur.

## Parcours en club

### RC Épernay
Formé au RC Épernay, club de sa ville natale, il y évolue pendant deux saisons en CFA.

### AFC Compiègne
À la fin de la saison 2007-2008, à la suite de la relégation d’Épernay, il est transféré à l'AFC Compiègne. Milieu défensif de formation, il est repositionné en défenseur central par son entraîneur et explose lors de la saison 2009-2010 malgré le classement décevant de son club.

### CS Sedan Ardennes
Suivi par le LOSC qui le présente comme le "nouveau Rami" et par l'AS Saint-Étienne, il décide finalement de signer en Ligue 2 à Sedan pour obtenir plus de temps de jeu. Il portera le numéro 25, laissé libre par Arthur Sorin.
Profitant du départ de Paul Baysse pour obtenir une place de titulaire, il s'impose rapidement dans le club ardennais. La concurrence de Habib Bellaïd, prêté dans les dernières heures du mercato, ne changera pas cet état de fait puisqu'après quelques matchs à gauche de la défense, il repasse dans l'axe aux côtés du vice-capitaine Ismaël Traoré. Sa saison est très réussie et il est nommé dans l'équipe des révélations de la saison de Ligue 2.

### FC Lorient
Le 31 janvier 2012, il est transféré au FC Lorient. Il dispute sa première rencontre en Ligue 1, le 11 février 2012 contre l'AJ Auxerre, en tant que titulaire. Le 19 mai 2015, il prolonge son contrat de deux saisons et est ainsi lié au club breton jusqu'en juin 2018.

### Dijon FCO
Après la relégation du FC Lorient en Ligue 2 au terme de la saison 2016-2017, il rejoint le Dijon FCO le 9 juillet 2017 pour une durée de 3 ans. Malheureusement, il se blesse gravement lors de la première journée contre l'Olympique de Marseille, victime d'une fracture du péroné et d'un arrachement ligamentaire à la cheville droite, le rendant indisponible pour plusieurs mois.
À l’issue de la saison 2020-2021, il se retrouve libre de tout contrat après avoir refusé une offre de prolongation du club, tout juste rétrogradé en Ligue 2,.

## Parcours en sélection
Wesley Lautoa est originaire d’Épernay en Champagne, mais il a hérité des liens avec la Nouvelle-Calédonie par sa famille.
Sélectionnable avec l'équipe de football de Nouvelle-Calédonie, il est appelé dans la liste des 50 joueurs présélectionnés pour disputer les éliminatoires de la coupe du monde 2014, mais décline du fait des obligations le liant à son club.
La fédération calédonienne compte toutefois sur ce joueur pour l'avenir.
En février 2022, il est de nouveau appelé avec l'équipe nationale, pour disputer les qualifications pour la Coupe du monde 2022.

## Statistiques Professionnelles
| Saison                | Club                  | Championnat           | Championnat | Championnat | Championnat | Coupe nationale | Coupe nationale | Coupe nationale | Coupe de la Ligue | Coupe de la Ligue | Coupe de la Ligue | Total | Total | Total |
| Saison                | Club                  | Division              | M.          | B.          | P.d.        | M.              | B.              | P.d.            | M.                | B.                | P.d.              | M.    | B.    | P.d.  |
| 2010-2011             | CS Sedan Ardennes     | Ligue 2               | 33          | 0           | 0           | 2               | 0               | 0               | -                 | -                 | -                 | 35    | 0     | 0     |
| 2011-2012             | CS Sedan Ardennes     | Ligue 2               | 21          | 1           | 0           | 2               | 0               | 0               | 1                 | 0                 | 0                 | 24    | 1     | 0     |
| Sous-total            | Sous-total            | Sous-total            | 54          | 1           | 0           | 4               | 0               | 0               | 1                 | 0                 | 0                 | 59    | 1     | 0     |
| 2011-2012             | FC Lorient            | Ligue 1               | 5           | 0           | 0           | -               | -               | -               | -                 | -                 | -                 | 5     | 0     | 0     |
| 2012-2013             | FC Lorient            | Ligue 1               | 27          | 2           | 1           | 2               | 0               | 0               | 1                 | 0                 | 0                 | 30    | 2     | 1     |
| 2013-2014             | FC Lorient            | Ligue 1               | 34          | 1           | 1           | 1               | 0               | 0               | -                 | -                 | -                 | 35    | 1     | 1     |
| 2014-2015             | FC Lorient            | Ligue 1               | 26          | 0           | 0           | -               | -               | -               | 1                 | 0                 | 0                 | 27    | 0     | 0     |
| 2015-2016             | FC Lorient            | Ligue 1               | 13          | 0           | 0           | -               | -               | -               | 1                 | 0                 | 0                 | 14    | 0     | 0     |
| 2016-2017             | FC Lorient            | Ligue 1               | 23          | 1           | 0           | 2               | 0               | 0               | 1                 | 1                 | 0                 | 26    | 2     | 0     |
| Sous-total            | Sous-total            | Sous-total            | 128         | 4           | 2           | 5               | 0               | 0               | 4                 | 1                 | 0                 | 137   | 5     | 2     |
| 2017-2018             | Dijon FCO             | Ligue 1               | 10          | 0           | 0           | -               | -               | -               | -                 | -                 | -                 | 10    | 0     | 0     |
| 2018-2019             | Dijon FCO             | Ligue 1               | 36          | 0           | 1           | 3               | 0               | 0               | 1                 | 0                 | 0                 | 40    | 0     | 1     |
| 2019-2020             | Dijon FCO             | Ligue 1               | 2           | 0           | 0           | -               | -               | -               | -                 | -                 | -                 | 2     | 0     | 0     |
| Sous-total            | Sous-total            | Sous-total            | 48          | 0           | 1           | 3               | 0               | 0               | 1                 | 0                 | 0                 | 52    | 0     | 1     |
| Total sur la carrière | Total sur la carrière | Total sur la carrière | 230         | 5           | 3           | 12              | 0               | 0               | 6                 | 1                 | 0                 | 248   | 6     | 3     |